# SN 2008gn
SN 2008gn – supernowa typu Ia odkryta 24 września 2008 roku w galaktyce A040629+1452. W momencie odkrycia miała maksymalną jasność 17,80m.